# Eotragus

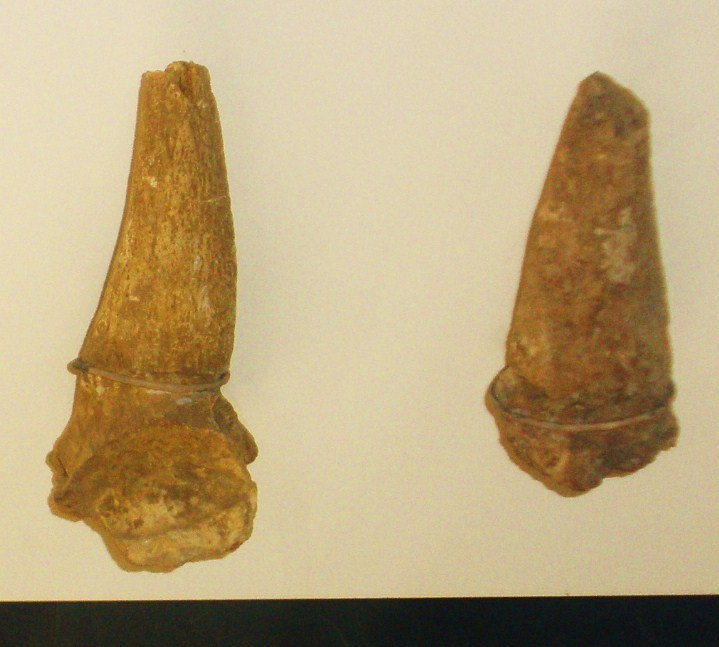
Sừng

Eotragus là một chi trâu bò đã sinh sống ở châu Âu, châu Phi và châu Á trong Miocen cách đây khoảng 20-18 triệu năm. Chi này có liên quan đến linh dương bò lam và linh dương bốn sừng hiện đại. Chi này gồm nhiều loài có kích thước nhỏ và có thể đã sinh sống trong môi trường rừng.

## Các loài
- Eotragus sansaniensis†
- Eotragus cristatus†
- Eotragus halamagaiensis†
- Eotragus noyei†
- Eotragus artenensis†